# IC 1948
IC 1948 је спирална галаксија у сазвјежђу Часовник која се налази на листи објеката дубоког неба у Индекс каталогу.
Деклинација објекта је - 47° 57' 52" а ректасцензија 3h 30m 49,9s. Привидна величина (магнитуда) објекта IC 1948 износи 14,7 а фотографска магнитуда 15,5. IC 1948 је још познат и под ознакама ESO 200-32, FAIR 748, AM 0329-480, PGC 13045.